# Список генеральных прокуроров Небраски
Генера́льный прокуро́р шта́та Небра́ска является одним из шести официальных лиц штата. Обязанности и полномочия поддерживаются Конституцией штата, нормативными актами и общим правом. Генеральный прокурор штата отвечает за представительство государства во всех юридических вопросах, как гражданского, так и уголовного, где государство указано в качестве стороны или может быть заинтересована в исходе тяжбы или спора.
В любой момент времени, в ведении Генерального прокурора находится более 2000 активных дел в различных областях, таких как преследование малолетних преступников и крупных торговцев наркотиками, защита по охране окружающей среды, деликтное право, смертная казнь, апелляции, водное законодательство, незаконное увольнение с работы, принудительное отчуждение частной собственности, конституционный закон штата, федеральный конституционный закон, защита прав потребителей, ДТП, дисциплина медицинских работников и судебные разбирательства заключённых.
Генеральная прокуратура штата предоставляет юридические услуги и комментарии десяткам государственных органов, должностным лицам, комитетам и комиссиям, в том числе законодателям, конституционным должностным лицам и органам исполнительной власти.
Генеральная прокуратура Небраски осуществляет свою деятельность в формате «юридической конторы штата». Её возглавляет Генеральный прокурор штата Небраска, избранный независимо конституционным лицом и разнообразными организациями юристов узкой специализации и вспомогательного персонала. Генеральная прокуратура штата является крупнейшей юридической фирмой в штате Небраска за пределами Омаха, занимающего третье место в штате, где в настоящее время трудоустроено более 100 юристов и вспомогательного персонала.

## Обязанности
1. Поддержка и защита Конституции и законов штата Небраска;
2. Повышение уровня общественной безопасности и безопасности путём расширения решительное преследование убийц, торговцев наркотиками, детских насильников и других преступников;
3. Содействие укреплению правоохранительных органов и реформа уголовно-процессуального и уголовного права;
4. Предоставление квалифицированной помощи местным прокуратурам в сугубо технических или сложных делах, связанных с убийством, незаконным оборотом наркотиков и преследованием сексуального насилия в отношении детей;
5. Предупреждение и пресечение обмана потребителей, введение в действие практики, позволяющую защитить жителей Небраски от мошеннической предпринимательской деятельности и мошенничества посредством просветительской деятельности;
6. Отстаиваивание и защища гражданские прав всех жителей Небраски;
7. Защища интересов Небраски в спорах по оросительной воде и текущих ручьях с другими штатами;
8. Защита общественного здоровья и безопасности жителей Небраски, преследование в виде дисциплинарных мер в отношении медицинских работников, желающих сделать общественной угрозой нарушение санитарных правил или законов о наркотиках;
9. Обеспечение профессионального представительства в гражданском судопроизводстве от имени штата;
10. Сокращение времени и ресурсов, выделяемыемых штатом для защиты заключенных исправительных учреждений.

## Генеральные прокуроры штата Небраска
от партий
 Республиканской (27)
 Демократической (6)
 Популистской (1)
| №  | Генеральный прокурор   | Срок              | Партия          |
| -- | ---------------------- | ----------------- | --------------- |
| 1  | Чемпион Чейз           | 1867–1869         | Республиканская |
| 2  | Сет Робинсон           | 1869–1871         | Республиканская |
| 3  | Джордж Робертс         | 1871–1873         | Республиканская |
| 4  | Джозеф Уэбстер         | 1873–1875         | Республиканская |
|    | Джордж Робертс         | 1875–1879         | Республиканская |
| 5  | С.Дж.Дилворт           | 1879–1883         | Республиканская |
| 6  | Айзек Пауэрс           | 1883–1885         | Республиканская |
| 7  | Уильям Лиис            | 1885–1891         | Республиканская |
| 8  | Джордж Гастингс        | 1891–1895         | Республиканская |
| 9  | Артур Черчилль         | 1895–1897         | Республиканская |
| 10 | Константайн Смит       | 1897–1901         | Популистская    |
| 11 | Фрэнк Прот             | 1901–1905         | Республиканская |
| 12 | Норрис Браун           | 1905–1907         | Республиканская |
| 13 | Уильям Томпсон         | 1907–1910         | Республиканская |
| 14 | Артур Муллен           | 1910–1911         | Демократическая |
| 15 | Грант Мартин           | 1911–1915         | Республиканская |
| 16 | Уиллис Рид             | 1915–1919         | Демократическая |
| 17 | Клэренс Дэвис          | 1919–1923         | Республиканская |
| 18 | Ора Спиллмен           | 1923–1929         | Республиканская |
| 19 | Кристиан Соренсен      | 1929–1933         | Республиканская |
| 20 | Пол Гуд                | 1933–1935         | Демократическая |
| 21 | Уильям Райт            | 1935–1937         | Демократическая |
| 22 | Ричард Хантер          | 1937–1939         | Демократическая |
| 23 | Уолтер Джонсон         | 1939–1949         | Республиканская |
| 24 | Джеймс Андерсон        | 1949–1950         | Республиканская |
| 25 | Гарольд Колдуэлл       | 1950–1951         | Демократическая |
| 26 | Клэренс Бек            | 1951–1961         | Республиканская |
| 27 | Клэренс Мейер          | 1961–1975         | Республиканская |
| 28 | Пол Дуглас             | 1975–1984         | Республиканская |
| 29 | Роберт Спайр           | 1985–1991         | Республиканская |
| 30 | Дон Стенберг           | 1991–2003         | Республиканская |
| 31 | Йон Брунинг            | 2003–2015         | Республиканская |
| 32 | Даг Петерсон           | 2015–наст.вр.     | Республиканская |
| 33 | Майк Хильгерс (избран) | Beginning in 2023 | Республиканская |

## Комментарии
1. ↑  Срок начался 21 февраля 1867 года.
2. ↑  Совместное участие популистов и демократов.
3. ↑  Подал в отставку.
4. ↑  Назначен для заполнения вакансии. В должности с 31 октября 1910 года по 5 января 1911 года.
5. ↑  Подал в отставку.
6. ↑  Избран на короткий срок. В должности был 31 час.
7. ↑  Назначен для заполнения вакансии 1 марта 1950 года, избран в ноябре 1950 года.
8. ↑  Подал в отставку.
9. ↑  Назначен для заполнения вакансии. Приведён к присяге 1 марта 1985 года, избран в 1986 году.